# Пол, Рич
Ричард Пол (англ. Richard Paul; р. 16 декабря 1980, Кливленд, Огайо) — американский предприниматель, спортивный агент, CEO агентства Klutch Sports Group. Наиболее известен как агент баскетболиста Леброна Джеймса. В 2025 году занял третье место в рейтинге самых влиятельных спортивных агентов по версии издания Forbes.

## Карьера
В молодые годы Пол работал в магазине своего отца. В 1999 году, когда Рич учился на первом курсе в Университете Акрона, его отцу диагностировали рак. Рич перевёлся в Университет штата в Кливленде, чтобы быть ближе к отцу. Через несколько месяцев его отец скончался, и Пол бросил учёбу. В начале 2000-х годов он занялся торговлей винтажной спортивной экипировки, кроссовок и прочего мерча, которые покупал в Атланте и перепродавал в Кливленде. В 2002 году в аэропорту Акрон-Кантон Пол познакомился со звездой школьного баскетбола Леброном Джеймсом и подружился с ним на почве общего увлечения винтажной спортивной формой. Когда в 2003 году Джеймс стал профессиональным баскетболистом, будучи выбранным на драфте НБА клубом «Кливленд Кавальерс», он нанял Пола в качестве личного помощника с окладом в 50 тыс. долларов в год.
В 2005 году Пол вместе с Джеймсом и двумя его друзьями детства, Мавериком Картером и Рэнди Мимсом, основал маркетинговую компанию LRMR, через которую в 2011 году Леброн стал миноритарным владельцем футбольного клуба «Ливерпуль». В 2008 году Пол стал помощником Леона Роуза из Creative Artists Agency, который представлял интересы Джеймса как спортивный агент. В 2012 году Пол ушёл из Creative Artists Agency, основав собственное спортивное агентство Klutch Sports Management (позднее Klutch Sports Group) и стал агентом Леброна Джеймса. Среди других его первых клиентов были игроки НБА Тристан Томпсон и Майкл Кидд-Гилкрист. Позднее клиентами Пола стали игроки НБА Джон Уолл, Энтони Дэвис, Бен Симмонс, Зак Лавин, Лонзо Болл, Эрик Бледсо, Гэри Трент-младший, Деджонте Мюррей и другие.
В 2019 году агентство United Talent Agency приобрело долю в Klutch Sports Group и назначило Пола руководителем своего спортивного подразделения. Со временем Klutch Sports Group существенно расширило свой список клиентов и вышло за пределы НБА, начав сотрудничать с игроками женской НБА, НФЛ и МЛБ, а также звёздами студенческого спорта. В 2024 году компания Пола приобрела европейское спортивное агентство ROOF, специализирующееся на европейском футболе.
Летом 2025 года издание Forbes поставило Рича Пола на третье место в своём рейтинге самых влиятельных спортивных агентов. Общая сумма всех действующих контрактов его клиентов была оценена в 2,77 млрд долларов, а суммарная агентская комиссия — в 111 млн долларов.

## Личная жизнь
У Пола трое детей: Реонна, Ричи и Зейн. В 2021 году Пол начал встречаться с британской певицей Адель. В августе 2024 года Адель и Пол обручились.